# Визенау
Визенау (нем. Wiesenau) — община в Германии, в земле Бранденбург.
Входит в состав района Одер-Шпре. Подчиняется управлению Брисков-Финкенхерд. Население составляет 1334 человека (на 31 декабря 2010 года). Занимает площадь 29,59 км².
| Год  | Население |
| ---- | --------- |
| 2005 | 1438      |
| 2010 | 1354      |